# Женска фудбалска репрезентација Швајцарске
Женска фудбалска репрезентација Швајцарске (ромн. Squadra naziunala svizra da ballape da las dunnas) је национални фудбалски тим који представља Швајцарску на међународним такмичењима и под контролом је Фудбалског савеза Швајцарске, владајућег тела за фудбал у Швајцарској.
Швајцарска се квалификовала за Светско првенство у фудбалу за жене 2015. у Канади победом у својој квалификационој групи. То је био први пут да је Швајцарска учествовала на Светском првенству за жене, а први пут су се и мушки и женски тим квалификовали за Светско првенство истовремено.
На Светском првенству за жене 2015. Швајцарска је ушла у групу Ц са Јапаном, Камеруном и Еквадором. Оствариле су победу од 10 : 1 над Еквадором, али су изгубиле са 1 : 0 од Јапана и 2 : 1 од Камеруна. Швајцарска је завршила на трећем месту у својој групи, али су били један од четири најбоља трећепласирана и пласирали се у нокаут рунду. У осмини финала, Швајцарска је изгубила 1 : 0 од домаћина, тима Канаде и тиме је елиминисана.
Швајцарска се први пут пласирала на Европско првенство 2017. Пласирани су у Групу Ц поред Француске, Аустрије и Исланда. Изгубиле су од Аустрије 1 : 0, али су се онда вратиле и победили Исланд са 2 : 1. Швајцарска је ушла у последњу утакмицу у групи против Француске којој је била потребна победа да би се пласирала у нокаут фазу. Швајцарска је водила већи део меча након што је Ана Марија Црногорчевић постигла гол у 19. минуту, али је Камил Абили постигла изједначујући гол за Француску у 76. минуту, док су францускиње играли у бројчаном заостатку, а меч је завршен нерешеним резултатом 1 : 1, као резултат тога, Швајцарска је завршила на трећем месту у својој групи и испала из даљњег такмичења.
На Еуру 2022. године Швајцарска је поново у Групи Ц са Шведском, Холандијом и Португалијом као противницима. Швајцарска је напустила такмичење у првом колу, ремијем (2 : 2 против Португалије упркос два гола постигнута у првих пет минута утакмице) и два пораза од фаворита групе (1 : 2 против Шведске и 1 : 4 против носилаца титуле Холандије, пошто су примили последња три гола у последњих 10 минута утакмице).

## Такмичарски рекорд

### Светско првенство за жене
| Светско првенство у фудбалу за жене − резултати | Светско првенство у фудбалу за жене − резултати | Светско првенство у фудбалу за жене − резултати | Светско првенство у фудбалу за жене − резултати | Светско првенство у фудбалу за жене − резултати | Светско првенство у фудбалу за жене − резултати | Светско првенство у фудбалу за жене − резултати | Светско првенство у фудбалу за жене − резултати | Светско првенство у фудбалу за жене − резултати | Светско првенство у фудбалу за жене − резултати |           | Квалификациони резултати | Квалификациони резултати | Квалификациони резултати | Квалификациони резултати | Квалификациони резултати | Квалификациони резултати | Квалификациони резултати |
| Година                                          | Резултат                                        | Позиција                                        | Ута                                             | Поб                                             | Нер*                                            | Изг                                             | ГД                                              | ГП                                              | Ута                                             | Поб       | Нер*                     | Изг                      | ГД                       | ГП                       |                          |                          |                          |
| 1991                                            | Нису се квалификовале                           | Нису се квалификовале                           | Нису се квалификовале                           | Нису се квалификовале                           | Нису се квалификовале                           | Нису се квалификовале                           | Нису се квалификовале                           | Нису се квалификовале                           | Нису се квалификовале                           | УЕФА 1991 | УЕФА 1991                | УЕФА 1991                | УЕФА 1991                | УЕФА 1991                | УЕФА 1991                | УЕФА 1991                |                          |
| 1995                                            | Нису се квалификовале                           | Нису се квалификовале                           | Нису се квалификовале                           | Нису се квалификовале                           | Нису се квалификовале                           | Нису се квалификовале                           | Нису се квалификовале                           | Нису се квалификовале                           | Нису се квалификовале                           | УЕФА 1995 | УЕФА 1995                | УЕФА 1995                | УЕФА 1995                | УЕФА 1995                | УЕФА 1995                | УЕФА 1995                |                          |
| 1999                                            | Нису се квалификовале                           | Нису се квалификовале                           | Нису се квалификовале                           | Нису се квалификовале                           | Нису се квалификовале                           | Нису се квалификовале                           | Нису се квалификовале                           | Нису се квалификовале                           | Нису се квалификовале                           | 8         | 2                        | 0                        | 6                        | 7                        | 12                       | −5                       |                          |
| 2003                                            | Нису се квалификовале                           | Нису се квалификовале                           | Нису се квалификовале                           | Нису се квалификовале                           | Нису се квалификовале                           | Нису се квалификовале                           | Нису се квалификовале                           | Нису се квалификовале                           | Нису се квалификовале                           | 6         | 1                        | 0                        | 5                        | 2                        | 18                       | −16                      |                          |
| 2007                                            | Нису се квалификовале                           | Нису се квалификовале                           | Нису се квалификовале                           | Нису се квалификовале                           | Нису се квалификовале                           | Нису се квалификовале                           | Нису се квалификовале                           | Нису се квалификовале                           | Нису се квалификовале                           | 8         | 1                        | 1                        | 6                        | 3                        | 18                       | −15                      |                          |
| 2011                                            | Нису се квалификовале                           | Нису се квалификовале                           | Нису се квалификовале                           | Нису се квалификовале                           | Нису се квалификовале                           | Нису се квалификовале                           | Нису се квалификовале                           | Нису се квалификовале                           | Нису се квалификовале                           | 14        | 8                        | 1                        | 5                        | 35                       | 17                       | +18                      |                          |
| 2015                                            | Осмина финала                                   | 15.                                             | 4                                               | 1                                               | 0                                               | 3                                               | 11                                              | 5                                               | +6                                              | 10        | 9                        | 1                        | 0                        | 53                       | 1                        | +52                      |                          |
| 2019                                            | Нису се квалификовале                           | Нису се квалификовале                           | Нису се квалификовале                           | Нису се квалификовале                           | Нису се квалификовале                           | Нису се квалификовале                           | Нису се квалификовале                           | Нису се квалификовале                           | Нису се квалификовале                           | 12        | 6                        | 4                        | 2                        | 25                       | 12                       | +13                      |                          |
| 2023                                            | У току                                          | У току                                          | У току                                          | У току                                          | У току                                          | У току                                          | У току                                          | У току                                          | У току                                          | У току    | У току                   | У току                   | У току                   | У току                   | У току                   | У току                   |                          |
| Укупно                                          | 1/9                                             | -                                               | 4                                               | 1                                               | 0                                               | 3                                               | 11                                              | 5                                               | +6                                              | 58        | 27                       | 7                        | 24                       | 125                      | 78                       | +47                      |                          |

*Жребови укључују утакмице где је одлука пала извођењем једанаестераца.

#### Утакмице на СП 2015.
| Учешће на светским првенствима | Учешће на светским првенствима | Учешће на светским првенствима | Учешће на светским првенствима | Учешће на светским првенствима | Учешће на светским првенствима |
| Година                         | Коло                           | Датум                          | Противник                      | Резултат                       | Стадион                        |
| ------------------------------ | ------------------------------ | ------------------------------ | ------------------------------ | ------------------------------ | ------------------------------ |
| 2015                           | Групна фаза                    | 8. јун                         | Јапан                          | L 0 : 1                        | БК плејс, Ванкувер             |
| 2015                           | Групна фаза                    | 12. јун                        | Еквадор                        | W 10 : 1                       | БК плејс, Ванкувер             |
| 2015                           | Групна фаза                    | 16. јун                        | Камерун                        | L 1 : 2                        | Комонвелт, Едмонтон            |
| 2015                           | Осмина финала                  | 21. јун                        | Канада                         | L 0 : 1                        | БК плејс, Ванкувер             |

### Европско првенство у фудбалу за жене
| Европско првенство у фудбалу за жене − резултати | Европско првенство у фудбалу за жене − резултати | Европско првенство у фудбалу за жене − резултати | Европско првенство у фудбалу за жене − резултати | Европско првенство у фудбалу за жене − резултати | Европско првенство у фудбалу за жене − резултати | Европско првенство у фудбалу за жене − резултати | Европско првенство у фудбалу за жене − резултати |     | Квалификациони резултати | Квалификациони резултати | Квалификациони резултати | Квалификациони резултати | Квалификациони резултати | Квалификациони резултати |
| Година                                           | Коло                                             | Ута                                              | Поб                                              | Нер*                                             | Изг                                              | ГД                                               | ГП                                               | Ута | Поб                      | Нер                      | Изг                      | ГД                       | ГП                       |                          |
| 1984                                             | Нису се квалификовале                            | Нису се квалификовале                            | Нису се квалификовале                            | Нису се квалификовале                            | Нису се квалификовале                            | Нису се квалификовале                            | Нису се квалификовале                            | 6   | 1                        | 3                        | 2                        | 4                        | 6                        |                          |
| 1987                                             | Нису се квалификовале                            | Нису се квалификовале                            | Нису се квалификовале                            | Нису се квалификовале                            | Нису се квалификовале                            | Нису се квалификовале                            | Нису се квалификовале                            | 6   | 1                        | 1                        | 4                        | 5                        | 11                       |                          |
| 1989                                             | Нису се квалификовале                            | Нису се квалификовале                            | Нису се квалификовале                            | Нису се квалификовале                            | Нису се квалификовале                            | Нису се квалификовале                            | Нису се квалификовале                            | 6   | 1                        | 1                        | 4                        | 4                        | 28                       |                          |
| 1991                                             | Нису се квалификовале                            | Нису се квалификовале                            | Нису се квалификовале                            | Нису се квалификовале                            | Нису се квалификовале                            | Нису се квалификовале                            | Нису се квалификовале                            | 6   | 1                        | 1                        | 4                        | 3                        | 17                       |                          |
| 1993                                             | Нису се квалификовале                            | Нису се квалификовале                            | Нису се квалификовале                            | Нису се квалификовале                            | Нису се квалификовале                            | Нису се квалификовале                            | Нису се квалификовале                            | 4   | 0                        | 1                        | 3                        | 0                        | 17                       |                          |
| 1995                                             | Нису се квалификовале                            | Нису се квалификовале                            | Нису се квалификовале                            | Нису се квалификовале                            | Нису се квалификовале                            | Нису се квалификовале                            | Нису се квалификовале                            | 6   | 2                        | 1                        | 3                        | 9                        | 23                       |                          |
| 1997                                             | Нису се квалификовале                            | Нису се квалификовале                            | Нису се квалификовале                            | Нису се квалификовале                            | Нису се квалификовале                            | Нису се квалификовале                            | Нису се квалификовале                            | 8   | 5                        | 1                        | 2                        | 21                       | 10                       |                          |
| 2001                                             | Нису се квалификовале                            | Нису се квалификовале                            | Нису се квалификовале                            | Нису се квалификовале                            | Нису се квалификовале                            | Нису се квалификовале                            | Нису се квалификовале                            | 8   | 1                        | 2                        | 5                        | 2                        | 12                       |                          |
| 2005                                             | Нису се квалификовале                            | Нису се квалификовале                            | Нису се квалификовале                            | Нису се квалификовале                            | Нису се квалификовале                            | Нису се квалификовале                            | Нису се квалификовале                            | 8   | 1                        | 2                        | 5                        | 2                        | 13                       |                          |
| 2009                                             | Нису се квалификовале                            | Нису се квалификовале                            | Нису се квалификовале                            | Нису се квалификовале                            | Нису се квалификовале                            | Нису се квалификовале                            | Нису се квалификовале                            | 8   | 3                        | 2                        | 3                        | 9                        | 16                       |                          |
| 2013                                             | Нису се квалификовале                            | Нису се квалификовале                            | Нису се квалификовале                            | Нису се квалификовале                            | Нису се квалификовале                            | Нису се квалификовале                            | Нису се квалификовале                            | 10  | 5                        | 0                        | 5                        | 29                       | 24                       |                          |
| 2017                                             | Групна фаза                                      | 3                                                | 1                                                | 1                                                | 1                                                | 3                                                | 3                                                | 8   | 8                        | 0                        | 0                        | 34                       | 3                        |                          |
| 2022                                             | Групна фаза                                      | 3                                                | 0                                                | 1                                                | 2                                                | 4                                                | 8                                                | 10  | 6                        | 3                        | 1                        | 22                       | 8                        |                          |
| Укупно                                           | 2/13                                             | 6                                                | 1                                                | 2                                                | 3                                                | 7                                                | 11                                               | 94  | 35                       | 18                       | 41                       | 144                      | 188                      |                          |

*Жребови укључују утакмице где је одлука пала извођењем једанаестераца.